# Finne
Finne é um município da Alemanha, situado no distrito de Burgenlandkreis, no estado de Saxônia-Anhalt. Tem 25,02 km² de área, e sua população em 2019 foi estimada em 1.161 habitantes.